# Defence Force Football Club
Ne pas confondre avec Defence Force Sports Club, club éthiopien
Actualités
Le Defence Force Football Club est un club de football de Trinité-et-Tobago, basé à Chaguaramas et évoluant au Diego Martin Sport Complex.
Il participe au championnat de Trinité-et-Tobago, évoluant dans sa première division qu'il a remporté à vingt-quatre reprises. Il s'agit du club le plus prestigieux du pays, le seul à s'être imposé dans la Coupe des champions de la CONCACAF en 1985 (le titre de 1978 était partagé).

## Palmarès
| Compétitions nationales | Compétitions internationales |
| - Championnat de Trinité-et-Tobago (24) - Champion : 1972, 1973, 1974, 1975, 1976, 1977, 1978, 1980, 1981, 1984, 1985, 1987, 1989, 1990, 1992, 1993, 1995, 1996, 1997, 1999, 2011, 2013, 2020 et 2023 - Vice-champion : 2000 - Coupe de Trinité-et-Tobago (6) - Vainqueur : 1974, 1981, 1985, 1989, 1991 et 1996 - Finaliste : 1995, 1998, 2005 et 2012 - Coupe FCB de Trinité-et-Tobago (2) - Vainqueur : 2002 et 2009 - Finaliste : 2000 et 2004 - Coupe Pro Bowl de Trinité-et-Tobago (1) - Vainqueur : 2012 et 2017 - Finaliste : 2008 | - Coupe des champions de la CONCACAF (2) - Vainqueur : 1978 et 1985 - Finaliste : 1987 et 1988 - CFU Club Championship (1) - Vainqueur : 2001 |